# Élisabeth de Bohême (1618-1680)
Pour les articles homonymes, voir Élisabeth de Bohême et Princesse Palatine.
Élisabeth de Bohême, parfois appelée Princesse palatine, née à Heidelberg le 26 décembre 1618, morte le 11 février 1680, est une princesse et abbesse protestante d'Herford. 
Figure majeure de l'histoire féministe de la philosophie, elle est restée célèbre pour la correspondance philosophique qu'elle a maintenue avec Descartes jusqu'à la mort de ce dernier. Elle est parmi les premières à critiquer son dualisme métaphysique.
Elle créa également un réseau dédié pour les femmes universitaires afin de leur permettre d'approfondir leurs connaissances philosophiques.

## Biographie

### Princesse de Bohème
Élisabeth, princesse palatine, est la troisième des treize enfants et la fille la plus âgée de Frédéric V et d'Élisabeth Stuart, qui furent brièvement souverains de Bohême. 
Elle était la sœur de Sophie de Hanovre (mère du futur roi Georges Ier de Grande-Bretagne) ainsi que la tante de la duchesse d'Orléans, Élisabeth-Charlotte de Bavière, belle-sœur du roi Louis XIV de France et célèbre épistolière.

### Exil
À la suite de la destitution de son père, elle fut contrainte de partir en exil,. 
Elle s'installa tout d'abord à Heidelberg auprès de sa grand-mère Louise-Juliana d'Orange-Nassau, fille de Guillaume d'Orange, qui lui enseigna la piété. 
Vers l'âge de neuf ou dix ans, elle fut ensuite envoyée avec ses frères et sœurs à Leyde (Pays-Bas) pour parfaire leur éducation. Là-bas, elle étudia les lettres classiques et modernes, les mathématiques, les langues anciennes et contemporaines, ainsi que les arts et montra une inclination particulière pour la philosophie. Elle y gagna le surnom de « la Grecque », pour sa maîtrise impressionnante des langues anciennes.
Après ses études, elle rejoignit ses parents à La Haye où ils tenaient leur cour en exil. On forma des plans en vue de la marier à Ladislas IV Vasa, roi de Pologne, mais, très attachée à la religion protestante, elle refusa de s'unir avec un souverain catholique.
Vers 1650, elle partit retrouver à Heidelberg son frère Charles Louis à qui le traité de Westphalie avait rendu le Palatinat, mais ses déboires conjugaux la poussèrent à s'en aller. Lors d'une visite à Krossen où vivait une de ses tantes, elle rencontra Johannes Cocceius qui plus tard entra en correspondance avec elle et qui lui dédia son commentaire du Cantique des Cantiques. Il l'amena à l'étude de la Bible.

### Abbesse d'Herford
En 1667 elle devint abbesse protestante de l'Abbaye d'Herford où elle se distingua par son exactitude à remplir ses devoirs, par sa modestie et sa philanthropie, et particulièrement son hospitalité envers les persécutés pour raison de conscience. En 1670 elle reçut Jean de Labadie et ses disciples, dont la piété l'attira. Attristée par le départ de la congrégation en 1672, elle retint un petit groupe de sympathisants sous sa protection.
Les Labadistes furent suivis par les quakers. En 1677 William Penn lui-même y demeura trois jours avec Robert Barclay, présidant des réunions qui laissèrent une forte impression dans l'esprit d'Élisabeth. Son amitié pour Penn dura jusqu'à sa mort, et il célébra sa mémoire dans la seconde édition de son livre Sans croix, sans couronne (No Cross, No Crown, 1682), louant sa piété et ses vertus, sa simplicité, son équité, son humilité et sa charité. Leibniz lui rendit visite en 1678.

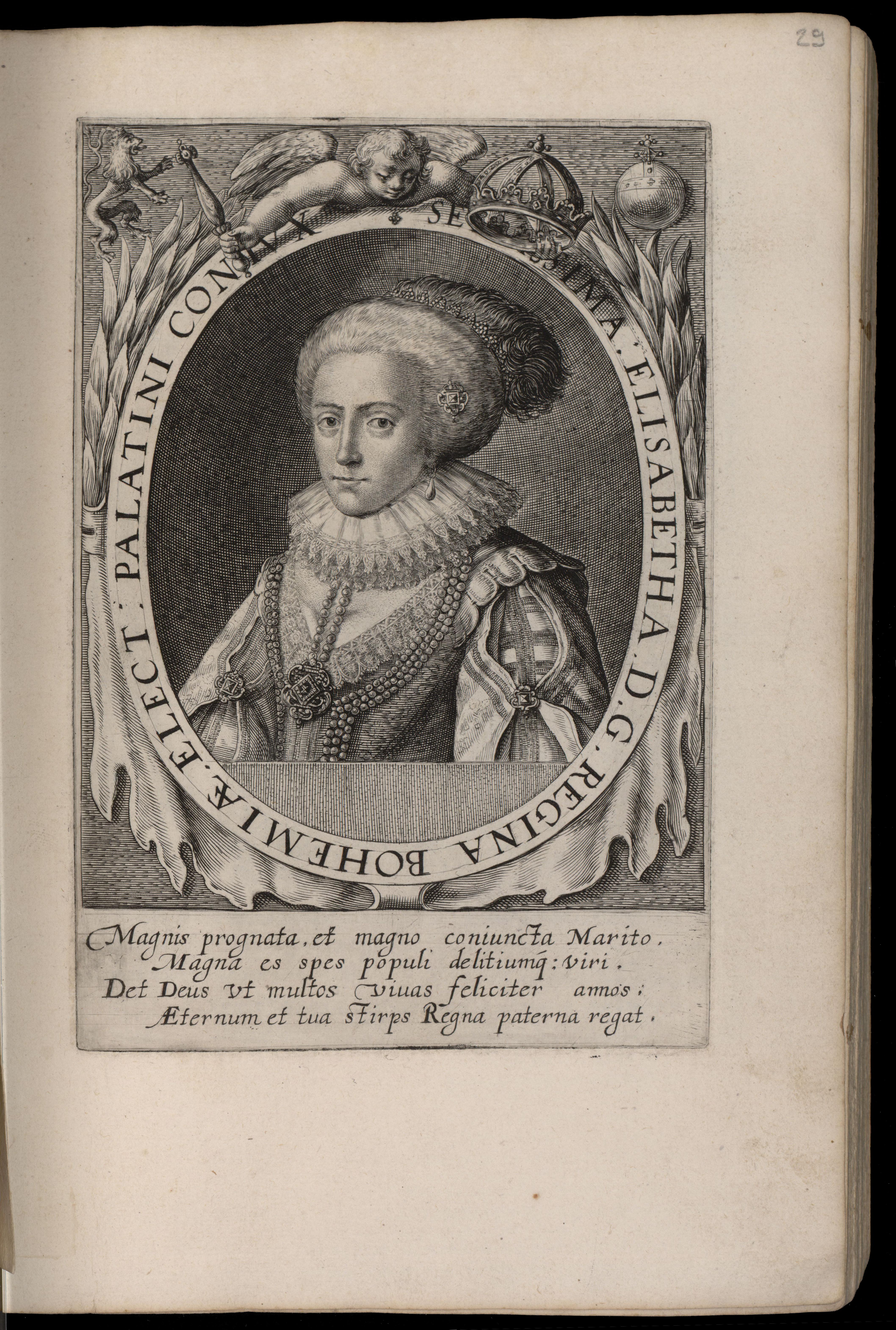
Portrait d'Élisabeth de Bohême

## Correspondance avec Schurman et Descartes
Dès 1639, elle échangea une correspondance avec Anne Marie de Schurman, une érudite surnommée la « Minerve hollandaise ». 
Peu après, elle entra en contact avec René Descartes.  A sa demande, ce dernier devint son professeur de philosophie et de morale, et lui donna des conseils pour soigner sa mélancolie. Il lui dédia, en 1644, ses Principes de la philosophie. 
Ils poursuivirent ensuite leur correspondance quand Descartes partit, sur l'invitation de la reine Christine de Suède, pour Stockholm où il mourut en 1650. 
Dans leur correspondance, Élisabeth remet en question ses percepts au sujet de l'âme et le corps, que Descartes conçoit comme deux entités distinctes et indépendantes. 
Descartes lui répond que chaque être humain dispose d'une troisième notion primitive qui  unit l'âme et le corps, et qu'il serait plus facile à appréhender lors de conversations ordinaires que par la spéculation métaphysique.
Dans le domaine des mathématiques Descartes expose dans sa correspondance la notion de coordonnées, et rencontre en Elisabeth une émulation qui le pousse à appliquer ses idées au problème d'Apollonius, qu'il résout algébriquement dans un cas particulier. Le résultat, appelé depuis théorème de Descartes est exposé pour la première fois dans leurs lettres.

## Contribution à l'histoire féministe de la philosophie
Elisabeth de Bohême est une figure importante de l'histoire féministe de la philosophie. Elle a attiré l'attention par son travail philosophique et pour l'appui qu'elle a apporté à d'autres intellectuelles du 17e siècle. Certains chercheurs s'intéressent à ses correspondances et sa vie pour comprendre les limites imposées aux intellectuelles de cette époque. D'autres utilisent sa correspondance avec Descartes comme un exemple de l'intérêt d'inclure les femmes dans le canon philosophique, même si leurs contributions peuvent prendre des formes différentes. Ces recherches s'intéressent également aux manières dont le genre d'Elisabeth a influencé son approche de la philosophie.
De par ses nombreuses correspondances avec les grands philosophes de l'époque, comme Leibniz ou encore Malebranche, elle construisit un véritable réseau européen de philosophie vivante.
Par ailleurs, elle utilisa sa cour d'exil à La Haye afin de créer un réseau propice aux femmes universitaires. Ce réseau était un espace où les femmes pouvaient s'engager dans la recherche philosophique par correspondance. 
En plus d'Elisabeth, ce réseau comprenait la peintre et poétesse Anna Maria van Schurman, la femme de lettres Marie de Gournay ou encore la scientifique Lady Ranelagh (en).

### Autres sources secondaires
- Catherine Newmark, « Élisabeth de Bohême, la grande âme », sur Philosophie Magazine, 12 juin 2023 (consulté le 15 août 2023).

### Sources radiophoniques
- Nassim El Kabli, « Elisabeth de Bohème, princesse en exil et abbesse calviniste d’une abbaye luthérienne », sur France Culture, 14 août 2023 (consulté le 15 août 2023).